# Phragmatobia flavata
Phragmatobia flavata är en fjärilsart som beskrevs av George Francis Hampson 1901. Phragmatobia flavata ingår i släktet Phragmatobia och familjen björnspinnare. Inga underarter finns listade i Catalogue of Life.